# Coral Cup 2020
La Coral Cup 2020 è la 2ª edizione di una serie di 3 tornei sponsorizzati dalla Coral, che fanno parte della stagione 2019-2020 di snooker.

## Tornei
| World Grand Prix                | Players Championship        | Tour Championship               |
| ------------------------------- | --------------------------- | ------------------------------- |
| Neil Robertson 10-8 Graeme Dott | Judd Trump 10-4 Yan Bingtao | Stephen Maguire 10-6 Mark Allen |

Con £180000 accumulate in questi tornei, Stephen Maguire vince la 2ª edizione della Coral Cup, conquistando anche il bonus da £100000.

## Classifica
| N° | Giocatore          | Soldi accumulati | World Grand Prix     | Players Championship | Tour Championship |
| -- | ------------------ | ---------------- | -------------------- | -------------------- | ----------------- |
| 1  | Stephen Maguire    | £180000          | Sedicesimi di finale | Semifinali           | Vincitore         |
| 2  | Judd Trump         | £172500          | Ottavi di finale     | Vincitore            | Semifinali        |
| 3  | Neil Robertson     | £120000          | Vincitore            | Ottavi di finale     | Quarti di finale  |
| 4  | Mark Allen         | £75000           | Sedicesimi di finale | Quarti di finale     | Finalista         |
| 5  | Mark Selby         | £55000           | Sedicesimi di finale | Quarti di finale     | Semifinali        |
| 6  | Yan Bingtao        | £50000           | Sedicesimi di finale | Finalista            | Quarti di finale  |
| 7  | Graeme Dott        | £40000           | Finalista            | Ottavi di finale     | Non invitato      |
| 8  | Shaun Murphy       | £30000           | Sedicesimi di finale | Semifinali           | Quarti di finale  |
| 9  | John Higgins       | £27500           | Quarti di finale     | Quarti di finale     | Quarti di finale  |
| 10 | Joe Perry          | £27500           | Quarti di finale     | Quarti di finale     | Non invitato      |
| 11 | Kyren Wilson       | £20000           | Semifinali           | Ottavi di finale     | Non invitato      |
| 12 | Tom Ford           | £20000           | Semifinali           | Non invitato         | Non invitato      |
| 13 | Gary Wilson        | £12500           | Quarti di finale     | Non invitato         | Non invitato      |
| 14 | Ronnie O'Sullivan  | £12500           | Quarti di finale     | Non invitato         | Non invitato      |
| 15 | Mark Williams      | £7500            | Ottavi di finale     | Ottavi di finale     | Non invitato      |
| 16 | Matthew Selt       | £7500            | Ottavi di finale     | Non invitato         | Non invitato      |
| 17 | Zhao Xintong       | £7500            | Ottavi di finale     | Non invitato         | Non invitato      |
| 18 | Scott Donaldson    | £7500            | Ottavi di finale     | Non invitato         | Non invitato      |
| 19 | Xiao Guodong       | £7500            | Ottavi di finale     | Non invitato         | Non invitato      |
| 20 | Matthew Stevens    | £7500            | Ottavi di finale     | Non invitato         | Non invitato      |
| 21 | Liang Wenbó        | £7500            | Ottavi di finale     | Non invitato         | Non invitato      |
| 22 | David Gilbert      | £0               | Sedicesimi di finale | Ottavi di finale     | Non invitato      |
| 23 | Michael Holt       | £0               | Sedicesimi di finale | Ottavi di finale     | Non invitato      |
| 24 | Ding Junhui        | £0               | Sedicesimi di finale | Ottavi di finale     | Forfait           |
| 25 | Thepchaiya Un-Nooh | £0               | Sedicesimi di finale | Ottavi di finale     | Non invitato      |
| 26 | Stuart Bingham     | £0               | Sedicesimi di finale | Non invitato         | Non invitato      |
| 27 | Ali Carter         | £0               | Sedicesimi di finale | Non invitato         | Non invitato      |
| 28 | Li Hang            | £0               | Sedicesimi di finale | Non invitato         | Non invitato      |
| 29 | Barry Hawkins      | £0               | Sedicesimi di finale | Non invitato         | Non invitato      |
| 30 | Kurt Maflin        | £0               | Sedicesimi di finale | Non invitato         | Non invitato      |
| 31 | Zhou Yuelong       | £0               | Sedicesimi di finale | Non invitato         | Non invitato      |
| 32 | Jack Lisowski      | £0               | Sedicesimi di finale | Non invitato         | Non invitato      |